# 로기상
로기상(Logie Awards)은 오스트레일리아의 텔레비전 산업 관련 상이다. TV 위크에서 텔레비전 산업의 탁월한 업적에 수여하는 상이다. 1959년 1월 15일 초대 시상식이 열렸다. 상 이름인 로기는 존 로기 베어드의 업적을 기리기 위해 그의 이름에서 따왔다.